# Irchenrieth
Irchenrieth – miejscowość i gmina w Niemczech, w kraju związkowym Bawaria, w rejencji Górny Palatynat, w regionie Oberpfalz-Nord, w powiecie Neustadt an der Waldnaab, wchodzi w skład wspólnoty administracyjnej Schirmitz. Leży w Lesie Czeskim, około 12 km na południowy wschód od Neustadt an der Waldnaab, przy drodze B22.

## Demografia
| Rok  | Liczba mieszk. |
| ---- | -------------- |
| 1970 | 298            |
| 1987 | 657            |
| 2000 | 897            |
| 2005 | 1117           |